# ولادیمیر یومین
ولادیمیر یومین (روسی: Владимир Сергеевич Юмин؛ ۱۸ دسامبر ۱۹۵۱ – ۴ مارس ۲۰۱۶) کشتی‌گیر آزاد اهل اتحاد جماهیر شوروی سوسیالیستی بود.
وی در مسابقات کشوری و بین‌المللی در مجموع برندهٔ ۸ مدال طلا، ۱ مدال نقره، ۱ مدال برنز شده‌است.